# Hasta la vista (chanson de MC Solaar)
Pour les articles homonymes, voir Hasta la vista.
Singles de MC Solaar
Solaar pleure
(2001) RMI
(2001)
Hasta la vista est un single de MC Solaar, extrait de l'album Cinquième As, paru en 2001. Il se classe en tête des ventes en France pendant cinq semaines consécutives.

## Liste des titres
- CD maxi

1. Hasta la vista (intro) — 0:15
2. Hasta la vista — 3:23
3. ¡Hasta la vista mi amor! (intro) — 0:15
4. ¡Hasta la vista mi amor! (version en espagnol) — 3:23

- Maxi 45 tours

1. Hasta la vista (intro) — 0:15
2. Hasta la vista — 3:23
3. ¡Hasta la vista mi amor! (intro) — 0:15
4. ¡Hasta la vista mi amor! — 3:23
5. C'est ça que les gens veulent — 4:05

## Classements hebdomadaires et certifications
| Classement                              | Position |
| --------------------------------------- | -------- |
| Belgique (Wallonie Ultratop 50 Singles) | 5        |
| France (SNEP)                           | 1        |
| Suisse (Schweizer Hitparade)            | 23       |

| Pays          | Certification | Unités certifiées |
| ------------- | ------------- | ----------------- |
| France (SNEP) | Or            | 250 000           |